# Russischer Fußballpokal 2014/15
Der Russische Fußballpokal 2014/15 war die 23. Austragung des russischen Pokalwettbewerbs der Männer. Pokalsieger wurde Lokomotive Moskau. Das Team setzte sich im Finale am 21. Mai 2015 im Zentralstadion von Astrachan gegen Kuban Krasnodar nach Verlängerung durch. Titelverteidiger FK Rostow war in der Runde der letzten 32 gegen den FK Sysran-2003 ausgeschieden.

## Modus
Bis zur dritten Runde nahmen 65 Mannschaften von der 2. Division 2014/15 und 6 Amateurvereine teil. Dabei traten die insgesamt 71 Vereine in vier Zonen (West/Zentrum, Süd, Ural-Powolschje und Ost) an. Ab der vierten Runde stiegen dann die 18 Zweitligisten, ab der fünften Runde die 16 Erstligisten ein.
Alle Begegnungen wurden in einem Spiel ausgetragen. Bei unentschiedenem Ausgang wurde zur Ermittlung des Siegers eine Verlängerung gespielt. Stand danach kein Sieger fest, folgte ein Elfmeterschießen. Der Pokalsieger qualifizierte sich für die Europa League.

## Teilnehmende Teams
| Premjer-Liga (16) | Premjer-Liga (16) | Perwenstwo FNL (18) | Perwenstwo FNL (18) |
| --- | --- | --- | --- |
| - Dynamo Moskau - Lokomotive Moskau - Spartak Moskau - ZSKA Moskau - Amkar Perm - Arsenal Tula - FK Krasnodar - Kuban Krasnodar | - Mordowija Saransk - FK Rostow - Rubin Kasan - Terek Grosny - Torpedo Moskau - FK Ufa - Ural Jekaterinburg - Zenit St. Petersburg | - Anschi Machatschkala - Baltika Kaliningrad - Chimik Dserschinsk - Gasowik Orenburg - FK Jenissei Krasnojarsk - Krylja Sowetow Samara - Lutsch-Energija Wladiwostok - FK Dynamo St. Petersburg - Sachalin Juschno-Sachalinsk | - Schinnik Jaroslawl - SKA-Energija Chabarowsk - FK Sibir Nowosibirsk - PFK Sokol Saratow - FK Tjumen - Tom Tomsk - FK Tosno - Wolgar Astrachan - Wolga Nischni Nowgorod |
| Perwenstwo PFL (65) | | | |
| - FK Afips - Alanija Wladikawkas - Anguscht Nasran - FK Astrachan - Awangard Kursk - Baikal Irkutsk - FK Biolog-Nowokubansk - FK Chimki - Dnjepr Smolensk - FK Dolgoprudny - FK Domodedowo - Druschba Maikop - Dynamo Barnaul - Dynamo Brjansk - Dynamo Kirow - Dynamo GTS Stawropol - Fakel Woronesch | - Irtysch Omsk - Jakutija Jakutsk - FK Kaluga - KAMAS Nabereschnyje Tschelny - FK Kolomna - FK Lada Toljatti - Lokomotive Liski - Maschuk-KMW Pjatigorsk - Metallurg Lipezk - Metallurg Nowokusnezk - Metallurg Wyksa - MITOS Nowotscherkassk - FK Neftechimik Nischnekamsk - Nosta Nowotroizk - FK Orjol - FK Podolje | - FK Pskow-747 - FK Rjasan - Rotor Wolgograd - Saturn Ramenskoje - Schemtschuschina Jalta - FK SKTschF Sewastopol - FK Sibir-2 Nowosibirsk - TSK Simferopol - Soljaris Moskau - FK Sotschi - Smena Komsomolsk am Amur - Snamja Truda Orechowo-Sujewo - Spartak Joschkar-Ola - Spartak Kostroma - Spartak Naltschik - Strogino Moskau | - FK Sysran-2003 - FK Taganrog - FK Tambow - Tekstilschtschik Iwanowo - Torpedo Armawir - Torpedo Wladimir - FK Tscheljabinsk - Tschernomorez Noworossijsk - FK Tschita - FK Witjas Krymsk - FK Witjas Podolsk - Wolga Twer - Wolga Uljanowsk - FK Wybor-Kurbatowo - FK Zenit-Ischewsk - Zenit Pensa |
| Amateure (6) | | | |
| - FK Belogorsk - FK DSI Komsomolsk am Amur | - Dynamo-Start Kostroma - Raspadskaja Meschduretschensk | - Schachtjor-Wolga-Olympijez Peschelan | - Swesda St. Petersburg |

## 1. Runde
Teilnehmer: Teilnehmer: 29 Vereine der drittklassigen Perwenstwo PFL und 3 Amateurvereine.
| Datum                        |                                | Ergebnis              |                                  |
| ---------------------------- | ------------------------------ | --------------------- | -------------------------------- |
| 00000000000Zone West/Zentrum |                                |                       |                                  |
| 08.07.2014                   | Swesda St. Petersburg (IV)     | 0:1 n. V.             | Wolga Twer (III)                 |
| 08.07.2014                   | Soljaris Moskau (III)          | 0:1                   | FK Wybor-Kurbatowo (III)         |
| 08.07.2014                   | FK Tambow (III)                | 2:2 n. V. (4:1 i. E.) | Saturn Ramenskoje (III)          |
| 08.07.2014                   | FK Orjol (III)                 | 0:2                   | FK Kolomna (III)                 |
| 08.07.2014                   | Dynamo-Start Kostroma (IV)     | 2:3 n. V.             | Torpedo Wladimir (III)           |
| 08.07.2014                   | FK Domodedowo (III)            | 0:0 n. V. (3:2 i. E.) | Spartak Kostroma (III)           |
| 00000000000Zone Ost          |                                |                       |                                  |
| 14.07.2014                   | Metallurg Nowokusnezk (III)    | 2:1 n. V.             | Dynamo Barnaul (III)             |
| 14.07.2014                   | FK DSI Komsomolsk am Amur (IV) | 0:0 n. V. (4:5 i. E.) | Smena Komsomolsk am Amur (III)   |
| 14.07.2014                   | Baikal Irkutsk (III)           | 4:2                   | FK Sibir-2 Nowosibirsk (III)     |
| 00000000000Zone Süd          |                                |                       |                                  |
| 01.08.2014                   | FK Witjas Krymsk (III)         | 2:3                   | Tschernomorez Noworossijsk (III) |
| 01.08.2014                   | Rotor Wolgograd (III)          | 1:2                   | FK Astrachan (III)               |
| 01.08.2014                   | FK Taganrog (III)              | 4:1                   | FK Afips (III)                   |
| 01.08.2014                   | FK Biolog-Nowokubansk (III)    | 1:2                   | Druschba Maikop (III)            |
| 01.08.2014                   | Alanija Wladikawkas (III)      | 1:2                   | Maschuk-KMW Pjatigorsk (III)     |
| 12.08.2014                   | Schemtschuschina Jalta (III)   | 0:2                   | FK Sotschi (III)                 |
| 12.08.2014                   | TSK Simferopol (III)           | 0:2                   | FK SKTschF Sewastopol (III)      |

In der Zone Ural-Powolschje gab es in dieser Runde keine Spiele.

## 2. Runde
Teilnehmer: Die 16 Sieger der ersten Runde, 35 weitere Vereine der Perwenstwo PFL, sowie 3 weitere Amateurvereine.
| Datum                           |                                           | Ergebnis              |                                    |
| ------------------------------- | ----------------------------------------- | --------------------- | ---------------------------------- |
| 00000000000Zone Ost             |                                           |                       |                                    |
| 15.07.2014                      | FK Tschita (III)                          | 2:0                   | FK Belogorsk (IV)                  |
| 26.07.2014                      | Irtysch Omsk (III)                        | 0:2                   | Metallurg Nowokusnezk (III)        |
| 26.07.2014                      | Smena Komsomolsk am Amur (III)            | 3:1                   | Jakutija Jakutsk (III)             |
| 26.07.2014                      | Raspadskaja Meschduretschensk (IV)        | 1:2 n. V.             | Baikal Irkutsk (III)               |
| 00000000000Zone Ural-Powolschje |                                           |                       |                                    |
| 28.07.2014                      | Schachtjor-Wolga-Olympijez Peschelan (IV) | 1:1 n. V. (3:5 i. E.) | Wolga Uljanowsk (III)              |
| 28.07.2014                      | Dynamo Kirow (III)                        | 4:0                   | Spartak Joschkar-Ola (III)         |
| 28.07.2014                      | FK Zenit-Ischewsk (III)                   | 0:1                   | KAMAS Nabereschnyje Tschelny (III) |
| 28.07.2014                      | FK Sysran-2003 (III)                      | 1:0                   | FK Lada Toljatti (III)             |
| 28.07.2014                      | Nosta Nowotroizk (III)                    | 2:0                   | FK Tscheljabinsk (III)             |
| 00000000000Zone West/Zentrum    |                                           |                       |                                    |
| 29.07.2014                      | Zenit Pensa (III)                         | 0:2                   | FK Tambow (III)                    |
| 29.07.2014                      | FK Kolomna (III)                          | 2:1                   | Awangard Kursk (III)               |
| 29.07.2014                      | FK Wybor-Kurbatowo (III)                  | 1:2                   | Fakel Woronesch (III)              |
| 29.07.2014                      | Wolga Twer (III)                          | 00:3 1                | FK Witjas Podolsk (III)            |
| 29.07.2014                      | Torpedo Wladimir (III)                    | 0:3                   | Metallurg Wyksa (III)              |
| 29.07.2014                      | Tekstilschtschik Iwanowo (III)            | 2:0                   | FK Domodedowo (III)                |
| 29.07.2014                      | FK Rjasan (III)                           | 2:1                   | FK Chimki (III)                    |
| 29.07.2014                      | FK Pskow-747 (III)                        | 1:2 n. V.             | FK Podolje (III)                   |
| 29.07.2014                      | FK Kaluga (III)                           | 2:1                   | FK Dolgoprudny (III)               |
| 29.07.2014                      | Dynamo Brjansk (III)                      | 3:1                   | Dnjepr Smolensk (III)              |
| 29.07.2014                      | Lokomotive Liski (III)                    | 4:0                   | Snamja Truda Orechowo-Sujewo (III) |
| 29.07.2014                      | Strogino Moskau (III)                     | 0:2                   | Metallurg Lipezk (III)             |
| 00000000000Zone Süd             |                                           |                       |                                    |
| 01.08.2014                      | Spartak Naltschik (III)                   | 1:0                   | Anguscht Nasran (III)              |
| 08.08.2014                      | MITOS Nowotscherkassk (III)               | 3:4                   | FK Taganrog (III)                  |
| 08.08.2014                      | FK Astrachan (III)                        | 2:1                   | Maschuk-KMW Pjatigorsk (III)       |
| 08.08.2014                      | Druschba Maikop (III)                     | 3:0                   | Dynamo GTS Stawropol (III)         |
| 16.08.2014                      | FK Sotschi (III)                          | 0:0 n. V. (5:6 i. E.) | FK SKTschF Sewastopol (III)        |
| 16.08.2014                      | Tschernomorez Noworossijsk (III)          | 2:1                   | Torpedo Armawir (III)              |

## 3. Runde
Teilnehmer: Die 27 Sieger der zweiten Runde und mit FK Neftechimik Nischnekamsk ein weiterer Verein der Perwenstwo PFL.
| Datum                           |                                    | Ergebnis              |                                   |
| ------------------------------- | ---------------------------------- | --------------------- | --------------------------------- |
| 00000000000Zone Ost             |                                    |                       |                                   |
| 06.08.2014                      | Smena Komsomolsk am Amur (III)     | 2:0                   | FK Tschita (III)                  |
| 06.08.2014                      | Metallurg Nowokusnezk (III)        | 1:1 n. V. (1:3 i. E.) | Baikal Irkutsk (III)              |
| 00000000000Zone Ural-Powolschje |                                    |                       |                                   |
| 11.08.2014                      | Wolga Uljanowsk (III)              | 2:1                   | Dynamo Kirow (III)                |
| 11.08.2014                      | KAMAS Nabereschnyje Tschelny (III) | 1:1 n. V. (2:4 i. E.) | FK Neftechimik Nischnekamsk (III) |
| 11.08.2014                      | Nosta Nowotroizk (III)             | 4:5                   | FK Sysran-2003 (III)              |
| 00000000000Zone West/Zentrum    |                                    |                       |                                   |
| 12.08.2014                      | Metallurg Wyksa (III)              | 0:1                   | FK Rjasan (III)                   |
| 12.08.2014                      | FK Kolomna (III)                   | 3:0                   | Dynamo Brjansk (III)              |
| 12.08.2014                      | Tekstilschtschik Iwanowo (III)     | 3:0                   | FK Kaluga (III)                   |
| 12.08.2014                      | Metallurg Lipezk (III)             | 2:0                   | FK Tambow (III)                   |
| 12.08.2014                      | Fakel Woronesch (III)              | 1:0                   | Lokomotive Liski (III)            |
| 19.08.2014                      | FK Witjas Podolsk (III)            | 2:1                   | FK Podolje (III)                  |
| 00000000000Zone Süd             |                                    |                       |                                   |
| 16.08.2014                      | Druschba Maikop (III)              | 0:1                   | FK Astrachan (III)                |
| 23.08.2014                      | Tschernomorez Noworossijsk (III)   | 2:1 n. V.             | Spartak Naltschik (III)           |
| 23.08.2014                      | FK SKTschF Sewastopol (III)        | 1:0 n. V.             | FK Taganrog (III)                 |

## 4. Runde
Teilnehmer: Die 14 Sieger der dritten Runde und die 18 Vereine der Perwenstwo FNL. Unterklassige Teams hatten Heimrecht.
| Datum      |                                   | Ergebnis              |                                  |
| ---------- | --------------------------------- | --------------------- | -------------------------------- |
| 30.08.2014 | Sachalin Juschno-Sachalinsk (II)  | 0:1                   | Lutsch-Energija Wladiwostok (II) |
| 30.08.2014 | Smena Komsomolsk am Amur (III)    | 1:0                   | SKA-Energija Chabarowsk (II)     |
| 30.08.2014 | FK Astrachan (III)                | 1:4                   | Krylja Sowetow Samara (II)       |
| 30.08.2014 | Baikal Irkutsk (III)              | 1:2                   | FK Jenissei Krasnojarsk (II)     |
| 30.08.2014 | Wolga Uljanowsk (III)             | 0:3                   | PFK Sokol Saratow (II)           |
| 30.08.2014 | FK Neftechimik Nischnekamsk (III) | 0:3                   | Gasowik Orenburg (II)            |
| 30.08.2014 | Tschernomorez Noworossijsk (III)  | 1:4                   | Anschi Machatschkala (II)        |
| 30.08.2014 | FK Sysran-2003 (III)              | 1:0                   | FK Tjumen (II)                   |
| 30.08.2014 | FK SKTschF Sewastopol (III)       | 0:2                   | Wolgar Astrachan (II)            |
| 31.08.2014 | FK Kolomna (III)                  | 1:4                   | FK Tosno (II)                    |
| 31.08.2014 | FK Witjas Podolsk (III)           | 0:3                   | Baltika Kaliningrad (II)         |
| 31.08.2014 | FK Sibir Nowosibirsk (II)         | 3:2                   | Tom Tomsk (II)                   |
| 31.08.2014 | Metallurg Lipezk (III)            | 1:1 n. V. (4:5 i. E.) | Chimik Dserschinsk (II)          |
| 31.08.2014 | Tekstilschtschik Iwanowo (III)    | 0:1 n. V.             | Schinnik Jaroslawl (II)          |
| 31.08.2014 | FK Rjasan (III)                   | 1:0 n. V.             | FK Dynamo St. Petersburg (II)    |
| 31.08.2014 | Fakel Woronesch (III)             | 2:0                   | Wolga Nischni Nowgorod (II)      |

## 5. Runde
Teilnehmer: Die 16 Sieger der vierten Runde, sowie die 16 Erstligisten, die auswärts antraten.
| Datum      |                                  | Ergebnis              |                          |
| ---------- | -------------------------------- | --------------------- | ------------------------ |
| 23.09.2014 | Smena Komsomolsk am Amur (III)   | 0:1                   | Spartak Moskau (I)       |
| 24.09.2014 | Chimik Dserschinsk (II)          | 1:2                   | ZSKA Moskau (I)          |
| 24.09.2014 | Gasowik Orenburg (II)            | 2:1                   | Terek Grosny (I)         |
| 24.09.2014 | FK Jenissei Krasnojarsk (II)     | 2:3 n. V.             | FK Ufa (I)               |
| 24.09.2014 | Wolgar Astrachan (II)            | 0:1                   | Arsenal Tula (I)         |
| 24.09.2014 | FK Sysran-2003 (III)             | 3:0                   | FK Rostow (I)            |
| 24.09.2014 | FK Sibir Nowosibirsk (II)        | 1:3                   | Lokomotive Moskau (I)    |
| 24.09.2014 | Krylja Sowetow Samara (II)       | 3:1                   | Ural Jekaterinburg (I)   |
| 24.09.2014 | FK Rjasan (III)                  | 1:2                   | Mordowija Saransk (I)    |
| 24.09.2014 | Anschi Machatschkala (II)        | 1:2                   | Zenit St. Petersburg (I) |
| 24.09.2014 | Lutsch-Energija Wladiwostok (II) | 0:2                   | Rubin Kasan (I)          |
| 24.09.2014 | Baltika Kaliningrad (II)         | 1:2                   | Kuban Krasnodar (I)      |
| 25.09.2014 | FK Tosno (II)                    | 0:0 n. V. (4:2 i. E.) | Amkar Perm (I)           |
| 25.09.2014 | PFK Sokol Saratow (II)           | 0:5                   | FK Krasnodar (I)         |
| 25.09.2014 | Schinnik Jaroslawl (II)          | 2:0                   | Dynamo Moskau (I)        |
| 25.09.2014 | Fakel Woronesch (III)            | 1:2 n. V.             | Torpedo Moskau (I)       |

## Achtelfinale
Teilnehmer: Die 16 Sieger der fünften Runde.
| Datum      |                          | Ergebnis  |                            |
| ---------- | ------------------------ | --------- | -------------------------- |
| 29.10.2014 | ZSKA Moskau (I)          | 2:0       | Torpedo Moskau (I)         |
| 29.10.2014 | FK Sysran-2003 (III)     | 0:1       | Gasowik Orenburg (II)      |
| 29.10.2014 | Zenit St. Petersburg (I) | 2:3 n. V. | Arsenal Tula (I)           |
| 29.10.2014 | FK Ufa (I)               | 0:1       | Lokomotive Moskau (I)      |
| 29.10.2014 | Kuban Krasnodar (I)      | 3:0       | FK Tosno (II)              |
| 30.10.2014 | Mordowija Saransk (I)    | 5:1       | Schinnik Jaroslawl (II)    |
| 30.10.2014 | Rubin Kasan (I)          | 2:0 n. V. | Spartak Moskau (I)         |
| 30.10.2014 | FK Krasnodar (I)         | 1:3       | Krylja Sowetow Samara (II) |

## Viertelfinale
| Datum      |                       | Ergebnis              |                            |
| ---------- | --------------------- | --------------------- | -------------------------- |
| 02.03.2015 | ZSKA Moskau (I)       | 1:0                   | Krylja Sowetow Samara (II) |
| 02.03.2015 | Kuban Krasnodar (I)   | 1:0                   | Mordowija Saransk (I)      |
| 03.03.2015 | Arsenal Tula (I)      | 0:1 n. V.             | Gasowik Orenburg (II)      |
| 03.03.2015 | Lokomotive Moskau (I) | 0:0 n. V. (4:2 i. E.) | Rubin Kasan (I)            |

## Halbfinale
| Datum      |                       | Ergebnis              |                       |
| ---------- | --------------------- | --------------------- | --------------------- |
| 29.04.2015 | Gasowik Orenburg (II) | 1:1 n. V. (3:4 i. E.) | Lokomotive Moskau (I) |
| 29.04.2015 | Kuban Krasnodar (I)   | 1:0                   | ZSKA Moskau (I)       |

## Finale
| Paarung           | Lokomotive Moskau – Kuban Krasnodar |
| Ergebnis          | 3:1 n. V. (1:1, 1:0) |
| Datum             | 21. Mai 2015 |
| Stadion           | Zentralstadion, Astrachan |
| Zuschauer         | 16.000 |
| Schiedsrichter    | Wladislaw Besborodow |
| Tore              | 0:1 Wladislaw Ignatjew (28.) 1:1 Oumar Niasse (73.) 2:1 Mbark Boussoufa (104.) 3:1 Alexei Mirantschuk (111.) |
| Lokomotive Moskau | Guilherme – Vitaliy Denisov, Roman Schischkin, Arseni Logaschow, Vedran Ćorluka – Nemanja Pejčinović, Alexander Samedow, Alan Kassajew, Mbark Boussoufa – Manuel Fernandes (71. Alexei Mirantschuk), Roman Pawljutschenko (64. Oumar Niasse) Cheftrainer: Igor Tscherewtschenko ( Tadschikistan) |
| Kuban Krasnodar   | Alexander Belenow – Roman Bugajew, Igor Armaș, Toni Šunjić, Anton Sosnin – Wladislaw Ignatjew, Sergei Tkatschow (80. Gheorghe Bucur), Iwelin Popow, Charles Kaboré – Mohammed Rabiu, Hugo Almeida (69. Ibrahima Baldé) Cheftrainer: Leanid Kutschuk ( Belarus)                                   |
| Gelbe Karten      | Alan Kassajew, Nemanja Pejčinović, Alexander Samedow, Mbark Boussoufa, Vedran Ćorluka – Mohammed Rabiu, Toni Šunjić, Wladislaw Ignatjew |